# Мошков, Валентин Александрович
Валенти́н Алекса́ндрович Мошков (25 марта (6 апреля) 1852, Костромская губерния — 19 ноября 1922, София) — российский учёный-этнограф, генерал-лейтенант (в отставке), член-сотрудник Императорского Русского географического общества, координатор общества археологии, истории и этнографии при императорском Казанском университете. Является одним из первых исследователей истории и культуры гагаузов. Создатель оригинальной гипотезы об особенностях и путях истории человечества, в связи с чем является популярным в среде русских представителей оккультизма. В частности с его именем связано появление в конце 1980-х годов статьи доктора исторических наук Геннадия Айплатова «Российский Нострадамус Валентин Мошков».

## Биография
Валентин Мошков происходил из дворян Костромской губернии. По окончании 5 августа 1868 года Второй Петербургской военной гимназии, поступил на службу юнкером во Второе военное Константиновское училище. 24 августа того же года он был переведён в Михайловское артиллерийское училище, по окончании которого 21 июля 1870 года В. А. Мошков был произведён в подпоручики и зачислен для продолжения службы в 37-ю полевую артиллерийскую бригаду. На службе он проявлял усердие и большой интерес. 31 октября 1871 года произведен в поручики. 17 июня 1873 года Валентина Мошкова прикомандировали к Санкт-Петербургской крепостной артиллерии для слушания лекций в Императорском Горном институте. 29 декабря 1873 года того же года его произвели в штабс-капитаны.
17 июля 1875 года В. А. Мошков получил назначение на должность младшего артиллерийского приёмщика на Олонецких горных заводах. Валентин Мошков участвовал в Русско-турецкой войне 1877—1878 годов. 26 декабря 1877 года он получил звание капитана.
27 января 1880 года В. А. Мошков получил должность младшего артиллерийского приёмщика Главного артиллерийского управления с оставлением на Олонецких горных заводах. 12 ноября 1884 года ему было присвоено звание подполковника.
В дальнейшем В. А. Мошков был переведён по службе в Волжско-Камский регион. 13 июня 1888 года он стал старшим артиллерийским приёмщиком при Главном артиллерийском управлении.
Предположительно, в 1892 году Мошкова перевели из Казани в Варшаву. 14 мая 1896 года ему было присвоено звание полковника. 6 декабря 1905 года он стал генерал-майором.
22 августа 1913 года В. А. Мошков подал прошение об отставке «по домашним обстоятельствам». Как свидетельствуют материалы доклада по Генеральному штабу от 19 сентября 1913 года он был произведён в генерал-лейтенанты «с увольнением от службы, с мундиром и пенсией».
Мошков В.А. бежал с дочерью Зинаидой от гражданской войны в Болгарию. Польские паны разграбили его Варшавскую квартиру, похитили золотую медаль географического общества, более 600 фольклорных записей, собранных им к тому времени. 
Умер 19 ноября 1922 года в Софии.  в 1924 в болгарском доме для престарелых абсолютно безвестным. Похоронен на Центральном Софийском кладбище.

## Семья
Прапрапрапрадед: Мошков Тихон Иванович (В 1620 г. пожалован имением в д. Пантусово и частью села Селище Костомского уезда)
Прапрапрадед: Мошков Павел Тихонович
Прапрадед: Мошков Михаил Павлович, Отставной поручик
Прадед: Мошков Андрей Михайлович (1760 - н.д.)
Прабабушка: Мошкова Феодосия Михайловна
Дед: Мошков Павел Андреевич (1788 (1782 по др. данным) – 1875), Вахмистр, губернский секретарь, участник войны 1812 г.
Бабушка: Мошкова Елизавета Максимовна
Отец: Мошков Александр Павлович (1816 – 1905), Губернский секретарь
Мать: Мошкова (Алексеева) Екатерина Алексеевна (1816 – 1905)
Братья: Мошков Дмитрий Александрович, Мошков Николай Александрович
Сестры: Тихонова (Мошкова) Надежда Александровна, Захарова (Мошкова) Софья Александровна, Любовникова (Мошкова) Александра Александровна, Сергеева (Мошкова) Зинаида Александровна
Был женат на дочери петрозаводского купца Александре Ильинишне Ильиной (? - 13.03.1941)
Сыновья: Мошков Дмитрий Валентинович (25.07.1883 – 05.01.1920), Мошков Владимир Валентинович (1891 – 1943)
Дочери: Нейкирх (Мошкова) Юлия Валентиновна (1881 – 1948), Шевченко (Мошкова) Зинаида Валентиновна (1885 – 1972) 
Внуки: Мошков Александр Дмитриевич (1910 - 02.06.1913), Мошкова Нина Дмитриевна (1912 - 1992), Мошков Алексей Дмитриевич (28.09.1915 – 22.10.1986), Нейкирх Евгений Викторович (1907-22.02.1938), Нейкирх Валентин Викторович (01.01.1912-1942). 
Правнуки: Мошков Дмитрий Алексеевич (03.07.1940 - 25.02.2014), Ерохина (Мошкова) Наталия Алексеевна (24.04.1945 – 10.04.2006) 
Праправнуки: Мошков Алексей Дмитриевич, Мошков Петр Дмитриевич, Мошков Тимофей Дмитриевич 

## Научная деятельность

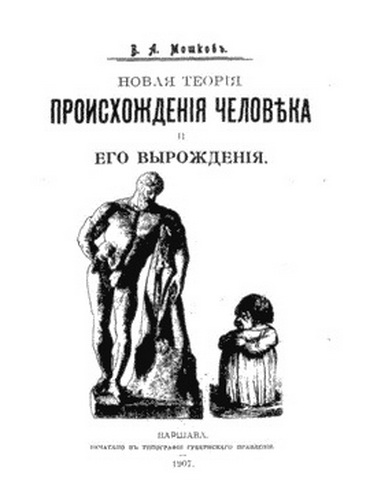
Обложка книги В. А. Мошкова «Новая теория происхождения человека и его вырождения, составленная по данным зоологии, геологии, археологии, антропологии, этнографии, истории и статистики», Варшава, 1907 год

Работы Валентина Александровича Мошкова были посвящены изучению народного быта, языка, фольклора, народной медицины, музыки разных народов, он собиратель этнографических предметных и иллюстративных коллекций, хранящихся ныне в Музее антропологии и этнографии имени Петра Великого Российской академии наук в Санкт-Петербурге. Особенно значителен его вклад в гагаузоведение, основоположником которого он по существу и является.
Предположительно, впервые В. А. Мошков заинтересовался народными традициями и спецификой региональной культуры находясь на службе в Олонецкой губернии. Это предположение находит подтверждение в некоторых его последующих публикациях, в которых он использует в том числе и карельский материал.
В. А. Мошков обладал абсолютным музыкальным слухом, он проявлял живейший интерес к музыке, играл на флейте. Его музыкальные пристрастия нашли выражение в ряде специальных публикаций. Одна из его самых первых работ была посвящена исследованию народного творчества на материале русского народного пения.
Значительную научную активность Валентин Мошков развил в Волжско-Камском регионе. Здесь он установил контакт с известным тюркологом, профессором Императорского Казанского университета Н. Ф. Катановым, начал сотрудничать с Обществом археологии, истории и этнографии при Императорском Казанском университете, где выступал с докладами и печатался в его «Известиях».
В 1893 году В. А. Мошков опубликовал свою работу «Материалы для характеристики музыкального творчества инородцев Волжско-Камского края», в которую вошли песни народов Волго-Уральского региона: татар, марийцев, мордвы, удмуртов, чувашей. Работа В. А. Мошкова стала первым серьёзным исследованием чувашской народной музыки. Исследователь записал 70 чувашских песен и 7 инструментальных мелодий. В сборник по одному куплету с нотными записями вошли рекрутские, свадебные, праздничные, хороводные песни и одна колыбельная.
В 1901 году В. А. Мошков опубликовал в ежемесячном литературном приложении к журналу «Нива» путевые заметки о городе Царевококшайске (ныне Йошкар-Ола). Эта работа пользуется большой популярностью у местных краеведов.
Служа в Варшаве, В. А. Мошков продолжил собирать этнографический материал от представителей разных народов России, служивших в полках Варшавского военного округа. Здесь он встретился с солдатами гагаузами по национальности. Мошков заинтересовался этим народом. От двух солдат Валентин Александрович научился гагаузской разговорной речи, а затем собрал словарь гагаузского языка. В дальнейшем он совершил три поездки в Бесарабию в Бендерский уезд и в Измаильский уезд к гагаузам. В третий раз он приезжал с сыном и несколько недель, как и в прошлые разы, провел не только в Бешалме и Этулии, но и в других местах, охватив исследованиями в основном села Измаильского уезда. Мошков собрал большой этнографический материал, в том числе и коллекции для Музея антропологии и этнографии Императорской Академии наук в Санкт-Петербурге. Его интересовали все жанры: исторические предания и личные воспоминания, легенды, обрядовый фольклор, песни, сказки, анекдоты. В 1895 году В. А. Мошков с помощью Н. Ф. Катанова опубликовал в Казани первые гагаузские тексты. Установив одновременно контакт с академиком В. В. Радловым, Мошков получает от него предложение подготовить том гагаузского фольклора для публикации в издаваемой им многотомной серии «Образцы народной литературы тюркских племён».
Свои научные материалы В. А. Мошков представлял Этнографическому Отделу Императорского Общества любителей естествознания, антропологии и этнографии при Императорском Московском университете и Императорскому Русскому географическому обществу, членом-сотрудником которого он был избран 12 марта 1901 года. В 1900—1902 годах в «Этнографическом обозрении» был опубликован один из самых главных трудов В. А. Мошкова — серия статей «Гагаузы Бендерского уезда (Этнографические очерки и материалы)».
За статьи, опубликованные в журнале отделения этнографии, Императорское Русское географическое общество по отзыву В. И. Ламанского присудило В. А. Мошкову малую золотую медаль. В отзыве отмечалось:
В. А. Мошков… принадлежит к видным этнографам. Он соединяет замечательно большую начитанность, способность к кабинетным исследованиям с зоркою наблюдательностью, с необычайным, редким умением подходить к простому люду и добывать от него самые разнообразные сведения… Но он не только прекрасный собиратель данных живой старины разных народностей России, но и даровитый и образованный, много начитанный исследователь различных сторон фольклора.
В 1902 году Императорское географическое общество удостоило В. А. Мошкова командировкой с этнографической целью на Балканский полуостров с ассигнованием на эту поездку 200 рублей. Однако эта поездка состоялась только в 1903 году. Мошков посетил прежде всего места расселения гагаузов. Результатом этой поездки стала работа «Турецкие племена на Балканском полуострове», опубликованная в 1904 году.
Абсолютный музыкальный слух позволил В. А. Мошкову точно записать около 200 гагаузских сказок, более 100 песен, пословиц, поговорок и загадок по системе В. В. Радлова. Они были изданы в 1904 году, причем в двух отдельных томах: как на языке оригинала, так и в переводе на русский язык, произведенным самим В. А. Мошковым. На стыке двух тем — музыки и верований — В. А. Мошков написал впоследствии работу «Труба в народных верованиях». О профессиональном уровне Мошкова и достоверности собранных им материалов говорит то, что учёный выделил диалекты и сохранил локальные варианты фольклора. Собранная В. А. Мошковым коллекция этнографических материалов хранится в Музее антропологии и этнографии им. Петра Великого (Кунсткамера) Российской академии наук.
В Царстве Польском В. А. Мошков установил также связи с польскими этнографами. Он печатался в журнале «Висла» на польском языке, также его работы рецензировались в польских изданиях на русском языке, в газете «Варшавские губернские Ведомости». Здесь В. А. Мошков опубликовал несколько работ общеисторического характера, которые привлекают внимание и современных исследователей. Он собрал предметные и фотографические коллекции для Музея антропологии и этнографии. Журнал «Lud» называл В. А. Мошкова «известным этнографом».
Позднее, этнографическая деятельность и исследования В. А. Мошкова были подвергнуты критике в докладе М. Г. Худякова «Великодержавный шовинизм в русской этнографии», состоявшемся в Институте по изучению народов СССР 11 и 13 февраля 1932 года, а его имя было надолго предано забвению.

## Теория происхождения человека и цикличности истории
Валентин Александрович Мошков создал оригинальную гипотезу об особенностях и путях истории человечества. Свою теорию он изложил в двухтомной работе «Новая теория происхождения человека и его вырождения, составленная по данным зоологии, геологии, археологии, антропологии, этнографии, истории и статистики», изданной в 1907—1910 годах в Варшаве. Мошков представил историю народов и государств как непрерывный ряд циклов, продолжительность которых равна 400 годам. Один цикл, по терминологии В. Мошкова, составляет исторический год. Цикл, в свою очередь, подразделяется на два равных периода по 200 лет, первый из которых был им назван «прогонизмом» — стремление к «высшему типу», а второй — «атавистической» нисходящей. Каждый период цикла делится сначала на 100-летние части, а затем на два полувека. Столетия цикла имеют свой характер. В. Мошков дал им следующие имена: «золотой век», «серебряный век», «медный век», «железный век». Первая половина каждого века означает упадок, а вторая — подъём, за исключением последнего (четвёртого) века, представляющего «сплошной упадок».
Также в своей теории В. Мошков говорил о том, что различные слои населения могут находиться в разных фазах цикла. Он утверждал, что чем выше стоит в государстве какое-нибудь сословие, тем раньше наступает его подъём или упадок. Так, например, выделив для своего времени правящее меньшинство — интеллигенцию, и управляемое большинство — крестьян, В. Мошков определил между их состояниями временной шаг в 115 лет.

## Хронологический список работ В.А. Мошкова
- Из области безыскусственной музыкальной поэзии: Записи народных песен Олонецкой губернии Петрозаводского уезда // Баян. - Санкт-Петербург - 1889. - № 6. - С.45-46.
- Народные мотивы Олонецкой губернии Петрозаводского уезда // Баян. - Санкт-Петербург - 1889. - № 7 - [Приложение к статье, помещенной в №6]

- Шопка в Варшаве [Польский бродячий кукольный театр, сопровождаемый музыкой и пением] // Баян. - Санкт-Петербург - 1889. - № 8. - С.59-61.
- По поводу юбилея Оскара Кольберга // Баян. - Санкт-Петербург - 1889. - № 20. - С.163-164; №21 С.170-171.

- Некоторые провинциальные особенности в русском народном пении // Баян. - Санкт-Петербург - 1890. - № 4. - С.49-53; № 5. - С.64-68.

- Bajka-zagadka о zabitym kochanku // Wisla. - Варшава - 1891, - Т. 5. - С.138-153.[14]

- Игра в Тура // Живая Старина. - Санкт-Петербург - 1892. - Вып.3. - С.165-170.[15],
- К читателям-забужанам //Беседа. - Варшава - 1892. - № 17. - С.167-168.

- Материалы. Пермяцко-корельские параллели: Этнографическая заметка // Известия Общества археологии, истории и этнографии при Императорском Казанском университете. - Казань - 1892. - Т.10. - Вып. 6. - С.647-649.

- Из народной ветеринарии (Записано со слов коновала Г. Тульской губ. Алексинского уезда В. Мошковым) // Архив ветеринарных наук. - 1893. - № 3. - С.114-116.
- Материалы для характеристики музыкального творчества инородцев Волжско-Камского края. I: Мелодии чувашских песен // Известия Общества археологии, истории и этнографии при Императорском Казанском университете. - Казань - 1893 (1894). - Т. 11. - Вып.1. - С. 31-64; Вып. 2. - С. 167-182; Вып. 3. - С. 261-276; Вып 4. - С.369-376.

- О предсказывании погоды // Варшавские Губернские Ведомости. - Варшава -1894. - № 2.  - 10 янв. - С.8-9. - № 3. - 17 янв. - С.9-10. - № 4. - 24 янв. - С.10. - № 6. - 7 февр. - С.10- 11. - № 7. - 14 февр. - C.11. - № 8. - 21 февр. - С.13-14. - № 9. - 28 февр. - С.6-8.

- Материалы для характеристики музыкального творчества инородцев Волжско-Камского края. II: Мелодии оренбургских и ногайских татар. 1. Введение. Этнографические данные о ногайских и оренбургских татарах // Известия Общества археологии, истории и этнографии при Императорском Казанском университете. - Казань - 1894 (1895). - Т.12. - Вып.1. -С.1-67.

- Материалы этнографические: Гагаузские тексты // Известия Общества археологии, истории и этнографии при Императорском Казанском университете. - Казань - 1895. - Т.13. - Вып.2. - С.70-83.

- Скифы и их соплеменники фракийцы. Следы этих народов в наше время: Этнографический этюд. - Варшава, - 1896. - 91 с.

- Материалы для характеристики музыкального творчества инородцев Волжск о-Камского края. II: Мелодии оренбургских и ногайских татар. 2. Песни и Коментарии // Известия Общества археологии, истории и этнографии при Императорском Казанском университете. - Казань - 1897. - Т.14. - Вып.3. - С.265-291.

- Старообрядцы Варшавской губернии и их песни // Варшавские Губернские Ведомости. - Варшава - 1897. - № 19. - 7 марта. - № 20. - 11 марта. - № 21. - 14 марта. - № 22. - 18 марта. - № 23. - 21 марта. - № 24. - 25 марта. - № 25. - 28 марта. - № 26. - 1 апр. - № 27. - 8 апр. - № 28. - 18 апр. - № 29. - 22 апр. - № 30. - 25 апр. - № 31. - 29 апр. - № 32. - 2 мая. - №33. - 6 мая. - № 37. - 20 мая. - № 38. - 23 мая. - № 39. - 27 мая. - № 42. - 6 июня. - № 43. - 10 июня. - № 44. - 13 июня. - № 57. - 29 июля.

- Slow kilka о jednym z miedzynarodowych ubiorow glowy (z 9-u гysunkarni) // Wisla. - Варшава - 1897. - Т. 11. - С. 316-325; 493-502.[16]
- Вертепная драма в с. Радче Радинского уезда Седлецкой губернии. Материалы для истории народного театра. VI.J // Этнографическое Обозрение. - Москва - 1900. - Кн.44. - № 1. - С.1-89; - 1901. - Кн.48. - № 1. - С. 98-160; - Кн.49. - № 2. - С.1-49; - Кн.51. - № 4. - С.1-80.

- Гагаузы Бендерского уезда: Этнографические очерки и материалы. 1. Территория, занимаемая гагаузами; 2. Обычаи: Родины и крестины; 3. Игры и развлечения; 4. Танцы, музыка и песни // Этнографическое Обозрение. - Москва - 1900. - Кн.44. - № 1. - С.1-89.
- Миросозерцание ваших восточных инородцев вотяков, черемисов и мордвы // Живая Старина. - Санкт-Петербург - 1900. - Вып.1-2. - С.194-212.[17]

- Труба в народных верованиях // Живая Старина. - Санкт-Петербург - 1900. Вып.3-4. С.297-354.[18],  Вып.4 - С.451-524[19]

- Материалы для характеристики музыкального творчества инородцев Волжско-Камского края. III: Мелодии астраханских и оренбургских ногайцев и киргиз // Известия Общества археологии, истории и этнографии при Императорском Казанском университете. - Казань - 1901. - Т.17. - Вып.1. - С.1-41.

- Город Царевококшайск: Путевые заметки // Нива: Литературные приложения. - Санкт-Петербург - 1901. За Январь, Февраль, Март и Апрель - Стб. 533-564; - Стб. 701-742; - За Май, Июнь, Июль и Август - Стб. 67-104.
- Гагаузы Бендерского уезда: Этнографические очерки и материалы. 5. Свадьба; 6. Семейные и общественные отношения гагаузов; 7. Отношения гагаузов к другим народностям. // Этнографическое Обозрение. - Москва - 1901. - № 1. - С. - 98-160; - Кн.49. - № 2. - С.1-49; - Кн.51. - № 4. - С.1-80.
- Гагаузы Бендерского уезда: Этнографические очерки и материалы. 8. Верования; 9. Воззрения на природу; 10. Великаны; 11. Смерть, представления о загробной жизни и похоронные обычаи; 12. Талысым; 13. Народный календарь // Этнографическое Обозрение. - Москва - 1901. - № 4. - С.1-80; - 1902 - №3 - С.1-66.
- Гагаузы Бендерского уезда: Этнографические очерки и материалы. 14. Дом и надворные постройки; 15. Домашняя посуда и утварь для приготовления пищи; 16. Пища; 17. Курение табаку; 18. Одежда; 19. Ткацкое дело; 20. Ручные ремесла; 21. Хлебопашество; 22. Огородничество; 23. Виноделие и садоводство; 24. Скотоводство. // Этнографическое Обозрение. - Москва - 1902. - № 4 М. - 1903 - №3 - С.1-91.

- О литовцах Сувалкской губернии // Живая Старина. - Санкт-Петербург - 1902. - Вып.1. - С.119-122.[20]

- У могилевских белорусов / Путевые впечатления // Нива: Литературные приложения. - 1902. - Январь. - Стб. 91-126; - Февраль - Стб. - 293-334.

- Наречия бессарабских гагаузов: Тексты и словарь / Тексты собрал и перевел В.А. Мошков. // Образцы народной литературы тюркских племен. Ч.10. Изд. В.В. Радловым. - Санкт-Петербург, - 1904. Х, 346 с.; ХХХП, 524 с. Разд. паг.

- Турецкие племена на Балканском полуострове. Отчет о поездке на Балканский полуостров летом 1903 г.. // Известия Русского Географического Общества.  - Санкт-Петербург - 1904. - Т.40. - Вып.3.  - С.399-436.
- Народные песни и мелодии // Сборник за народни умотворения, наука и книжнина. - София - Кн.21. - С.1-17.

- Новая теория происхождения человека и его вырождения, составленная по данным зоологии, геологии, археологии, антропологии, этнографии, истории и статистики. Т.1. Происхождение человека. - Варшава, - 1907. - 239 с.

- Русские скопцы в Румынии // Исторический Вестник. - Санкт-Петербург - 1909. - Т.118. - С.158- 176.[21]

- Механика вырождения. 1912 г. - начало «железного века» в России. - Варшава, - 1910. - 192 с.[22][23]

- Болгария, ее други и недруги, рассмотренные со стороны вырождения. - Варшава, - 1913. - 80 с.

## Современные издания
- Русская расовая теория до 1917 года. Сборник оригинальных работ русских классиков под редакцией В. Б. Авдеева - Москва - "ФЭРИ-В", 2002. - 688 с.; С. 609-679.
- Фольклористическое наследие В. А. Мошкова: Антология / Составила М.И. Родителева. - Спб.: Издательство Санкт-Петербургского Университета, 2003. - 164 с. - (Наследие петербургских ученых).[24]
- Гагаузы Бендерского уезда (Этнографические очерки и материалы). — Кишинев: Tipogr. Centralǎ, 2004. — 550 с.[25]
- Непомнящий М. Великая книга пророков. Видевшие сквозь толщу веков. М. Изд. Олма-Пресс Инвест 2006г. 719 с. (с.503)[26]
- Мелодии Волго-Камья — Мошков В.А./ Чебоксары, Российский институт истории искусств, Чувашский государственный институт гуманитарных наук. - Чебоксары : Чувашское книжное издательство, 2011. - 366 с.[27]
- Мошков Валентин. 2062. Исторические пророчества о будущем России  / В. Мошков. - Санкт-Петербург : Ленинградское изд-во, 2011. - 542 с.[28]
- Мошков В.А. Новая теория происхождения человека и его вырождения. Составлена по данным зоологии, геологии, археологии, антропологии, этнографии, истории и статистики. М. Самотека 2017 г. - 276 с.

## Награды
- Орден Святого Александра Невского[источник не указан 3774 дня]
- Орден Святого Владимира 3-й степени (1909)[29]
- Орден Святой Анны 2-й степени (1894)[29]
- Орден Святого Станислава 2-й степени (1892)[29]
- Орден Святой Анны 3-й степени (1887)[30]
- Орден Святого Станислава 3-й степени (1882)[30]
- Серебряная медаль «В память царствования императора Александра III» на Александровской ленте
- Светло-бронзовая медаль «В память 300-летия царствования дома Романовых»[3]

## Современность
В 2003 году имя В.А. Мошкова присвоено Теоретическому лицею открытому на базе Чадыр-Лунгской средней школы №1, расположенной в г. Чадыр-Лунга, автономное территориальное образование Гагаузия, школа действует с 20 марта 1858 года, (одна из первых школ района).
В Чадыр-Лунге установили памятник российскому ученому-этнографу Валентину Мошкову.
В Чадыр-Лунге открыли бюст российскому «первооткрывателю» гагаузов Валентину Мошкову.
В Национальном Гагаузском Историко-Этнографическом Музее имени Дмитрия Кара Чобана расположенном в селе Бешалма Комратского района находится экспозиция, посвященная В. А. Мошкову.